# Dimitri Vaotoa
Pas d'image ? Cliquez ici

a Compétitions nationales et continentales officielles uniquement.

Dernière mise à jour le 17 décembre 2022.
Dimitri Vaotoa, né le 17 mai 1989 à Nouméa (Nouvelle-Calédonie), est un joueur français de rugby à XV évoluant au poste de troisième ligne ou de deuxième ligne (1,90 m pour 116 kg).

## Biographie
Dimitri Vaotoa est originaire de Nouvelle-Calédonie, et rejoint le centre de formation du CA Périgueux en 2008, avant de rejoindre le CA Brive en 2010,. Il rejoint l'US Montauban en 2012, où il évolue notamment avec son frère cadet Christopher Vaotoa à partir de 2017.
Il met un terme à sa carrière de joueur en 2025, après treize saisons à Montauban.

## Palmarès
- Vainqueur du Championnat de France de 2e division en 2025 avec l'US Montauban.